# Lefèvre Terézia
Lefèvre Terézia, född 1785, död 1841, var en ungersk skådespelare.
Lefèvre Terézia var verksam 1803–1827 och beskrivs som en publikfavorit inom hjältinneroller. 